# Čvor (teorija grafova)
Vrh odnosno čvor, pojam iz teorije grafova. To je jedan od definirajućih dijelova grafa. Skup čvorova {\displaystyle N={n_{1},n_{2},n_{3},n_{4},\dots ,n_{N}}}, skup grana, lukova {\displaystyle E={e_{1},e_{2},e_{3},e_{4},\dots ,e_{N}}}dva su odvojena skupa. Ta dva odvojena skupa i pripadajući odnosi među njima definiraju graf. Čvorove se na grafovima prikazuje točkama. Čvorovi su povezani pravim ili krivim crtama, kao prikaz incidentnih odnosa. Dva čvora incidentna s nekom granom jesu susjedni čvorovi. Ako dvije grane imaju zajednički čvor, to su susjedne grane.
Dio je skupa vrhova V = V(G) u grafu, koji su dio uređenog para G = (V, E) koji čine graf G. Drugi dio uređenog para čini skup bridova E = E(G) disjunktnih s V. Svaki brid e ∈ E spaja dva vrha u, v  ∈ V koji se zovu krajevi od e. Vrhovi su u prikazu grafa obično nacrtani tako da je graf nacrtan u ravnini i pri tome su vrhovi točke, a spajaju ih dužine ili krivulje koje predstavljaju bridove.
Skup vrhova se obično označava s V, prema engleskoj riječi vertex za vrh. Analogno, skup se označava i s N, prema engleskoj riječi node za čvor.
Ako su istog stupnja svi vrhovi nekog grafa, za taj graf kažemo da je regularan.